# روبن جوميز
روبن جوميز هو لاعب هوكي الجليد كندي، ولد في 15 أكتوبر 1981 في برينس روبيرت في كندا.

## وصلات خارجية
- روبن جوميز على موقع دوري الهوكي الوطني (الإنجليزية)
- روبن جوميز على موقع EliteProspects.com (الإنجليزية)
- روبن جوميز على موقع HockeyDB.com (الإنجليزية)